# Treichville

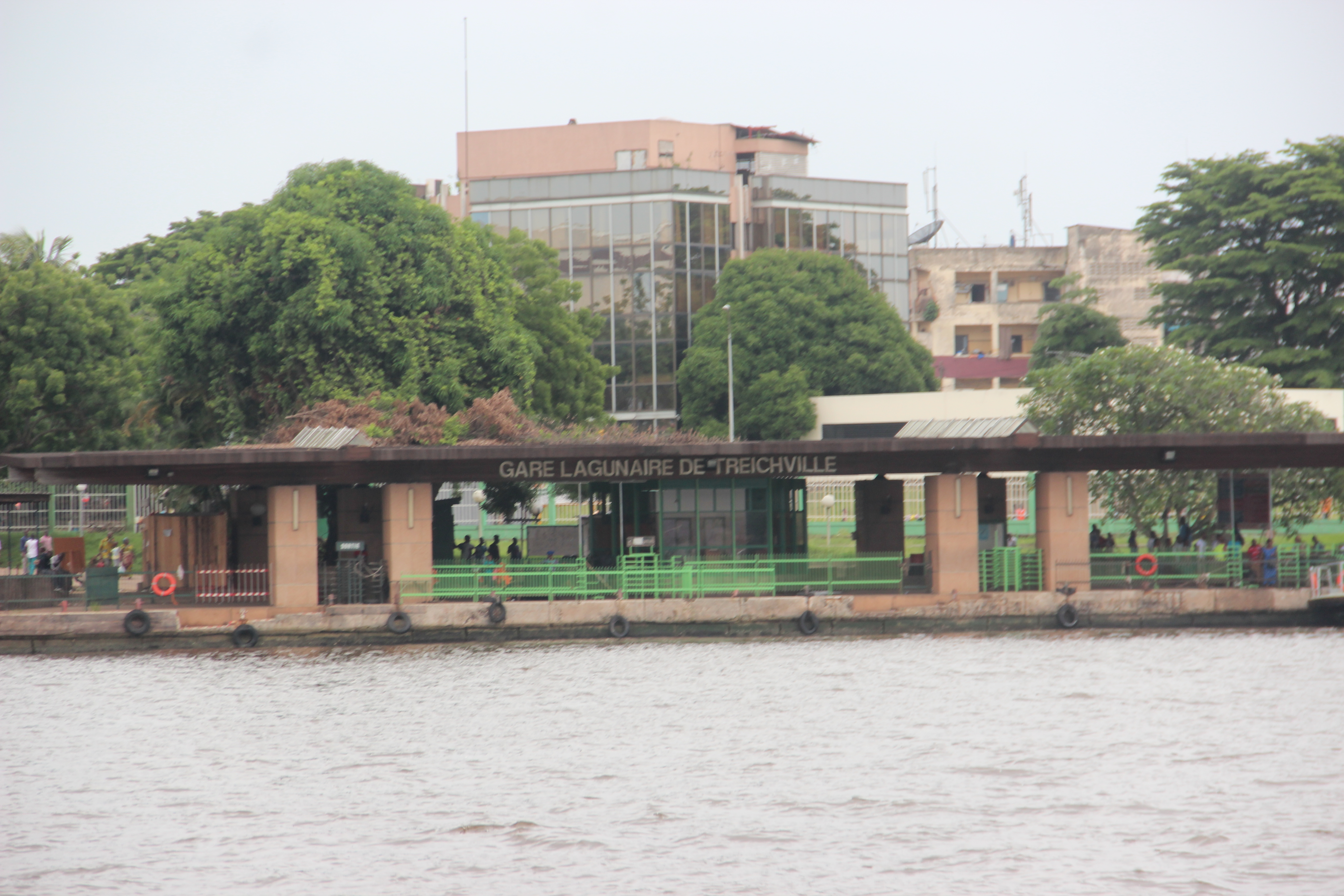
Stazione lagunare

Treichville è una frazione del distretto comunale di Abidjan, in Costa d'Avorio. Nota per essere una delle zone più animate del comprensorio, in particolare nella parte denominata del carrefour France-Amérique. Una caratteristica di Treichville è che le vie non portano dei nomi ma sono numerate da 1 a 25. In questo quartiere si trova la stazioni Sitarail-RAN, i cui treni conducono fino a Ouagadougou, in Burkina Faso, con un tempo di percorrenza medio di circa trenta ore.
Il nome deriva da  Marcel Treich-Laplène (1860-1890), che fu primo esploratore colonizzatore e quindi presidente amministrativo della Francia in Costa D'Avorio.